# Vincent Masingue
Vincent Robert Masingue, né le 31 janvier 1976 à Saint-Martin-d'Hères, est un joueur de basket-ball professionnel français.
Connu pour son engagement total sur les parquets et son jeux parfois rugeux, il a souvent été surnommé "Bang Bang"ou bien encore l'ostéopathe.

## Biographie
Vincent Masingue commence le basket-ball à Chatou dans les Yvelines, lorsqu’il a 13 ans. C'est en allant voir jouer l'équipe del'AS Chatou qu'il se fait repérer dans les tribunes par sa grande taille par un employé du club qui lui propose de venir faire du basket-ball.

### Carrière professionnelle
Formé à Levallois, il est un membre des Cardiac Kids sous l'égide de Ron Stewart. Après son passage à AS Bondy 93, il revient à Levallois où il connait la joie de la montée en Pro A. Sa saison 1998-1999 se solde par de bonnes performances, une moyenne de points de 11,7, lui permettent de signer à Pau-Orthez en 1999. 
Il connait une saison difficile et signe à Montpellier où il démontre à tout le monde que son talent ne s'est pas évaporé. Il prend ensuite la direction du SLUC Nancy où sa hargne et sa volonté en font un des chouchous du public lorrain. Il remporte le premier titre européen du club, la Coupe Korać dont cette édition de 2002 est la dernière de l'histoire, en l'emportant en deux rencontres face aux Russes de Rostov en deux manches, victoire 98 à 72 à domicile puis défaite 74 à 95 en Russie, malgré les vingt quatre points de Vincent Masingue dans cette dernière rencontre. 
Il évolue quatre saisons pleines sous les couleurs nancéiennes, sa carrière dans ce club se terminant par une défaite en finale du championnat 2004-2005 à Bercy.
Il effectue ensuite deux bonnes saisons sous les couleurs de l'ASVEL. 
Un autre challenge s'offre à lui en 2007 avec la signature à Hyères-Toulon. Il passe quatre saisons dans le club et contribue à la bonne année de celui-ci. Le club conserve sa place en Pro A et dispute une demi-finale du Trophée des As. Le 4 juillet 2011, il signe un contrat d'un an en faveur du Paris Levallois ou il apporte son expérience et épaule Lamont Hamilton et Jawad Williams dans la raquette.
Le 11 mai 2012, il annonce sa retraite définitive des parquets de Pro A à la suite d'une blessure au dos qui le contraint à ne pas disputer les play-offs avec son équipe de Paris-Levallois.

### Équipe de France
Vincent Masingue est sélectionné pour la première fois en équipe de France le 23 novembre 2002 contre la Biélorussie.
Il comptabilise un total de 30 Séléctions en Equipe de France

## Clubs
- 1993-1996 :  Levallois Sporting Club Basket (Pro A)
- 1996-1997 :  AS Bondy 93 (Nationale 2)
- 1997-1999 :  Levallois Sporting Club Basket (Pro B)
- 1999-2001 :  Élan Béarnais Pau-Orthez (Pro A)
- 2001-2001 :  Montpellier Paillade Basket (Pro A)
- 2001-2004 :  SLUC Nancy (Pro A)
- 2005-2007 :  ASVEL Lyon-Villeurbanne (Pro A)
- 2007-2011 :  Hyères-Toulon Var Basket (Pro A)
- 2011-2012 :  Paris-Levallois Basket (Pro A)

## Palmarès
- Champion de France de Pro B 1998
- Vainqueur de la Coupe Korać 2002
- Vainqueur de la Semaine des As 2005